# Orthotrichia aberrans
Orthotrichia aberrans är en nattsländeart som beskrevs av Wells 1979. Orthotrichia aberrans ingår i släktet Orthotrichia och familjen smånattsländor. Inga underarter finns listade i Catalogue of Life.